# Chrysso orchis
Chrysso orchis là một loài nhện trong họ Theridiidae.
Loài này thuộc chi Chrysso. Chrysso orchis được miêu tả năm 2000 bởi Yoshida, Tso & Severinghaus.